# Listrognathus ecarinatus
Listrognathus ecarinatus là một loài tò vò trong họ Ichneumonidae.